# Meglio stasera
Meglio Stasera (conosciuta anche come It Had Better Be Tonight) è una canzone del 1963 su musica di Henry Mancini, con testo italiano di Franco Migliacci e versione in inglese di Johnny Mercer. È stata composta per il film La pantera Rosa, dove è interpretata nella versione italiana da Fran Jeffries.

## Cover
È stata interpretata da molti altri artisti, fra cui Miranda Martino, Sarah Vaughan, Michael Bublé. È stata tradotta in spagnolo col titolo Mejor Ahora.